# バルサミコ酢

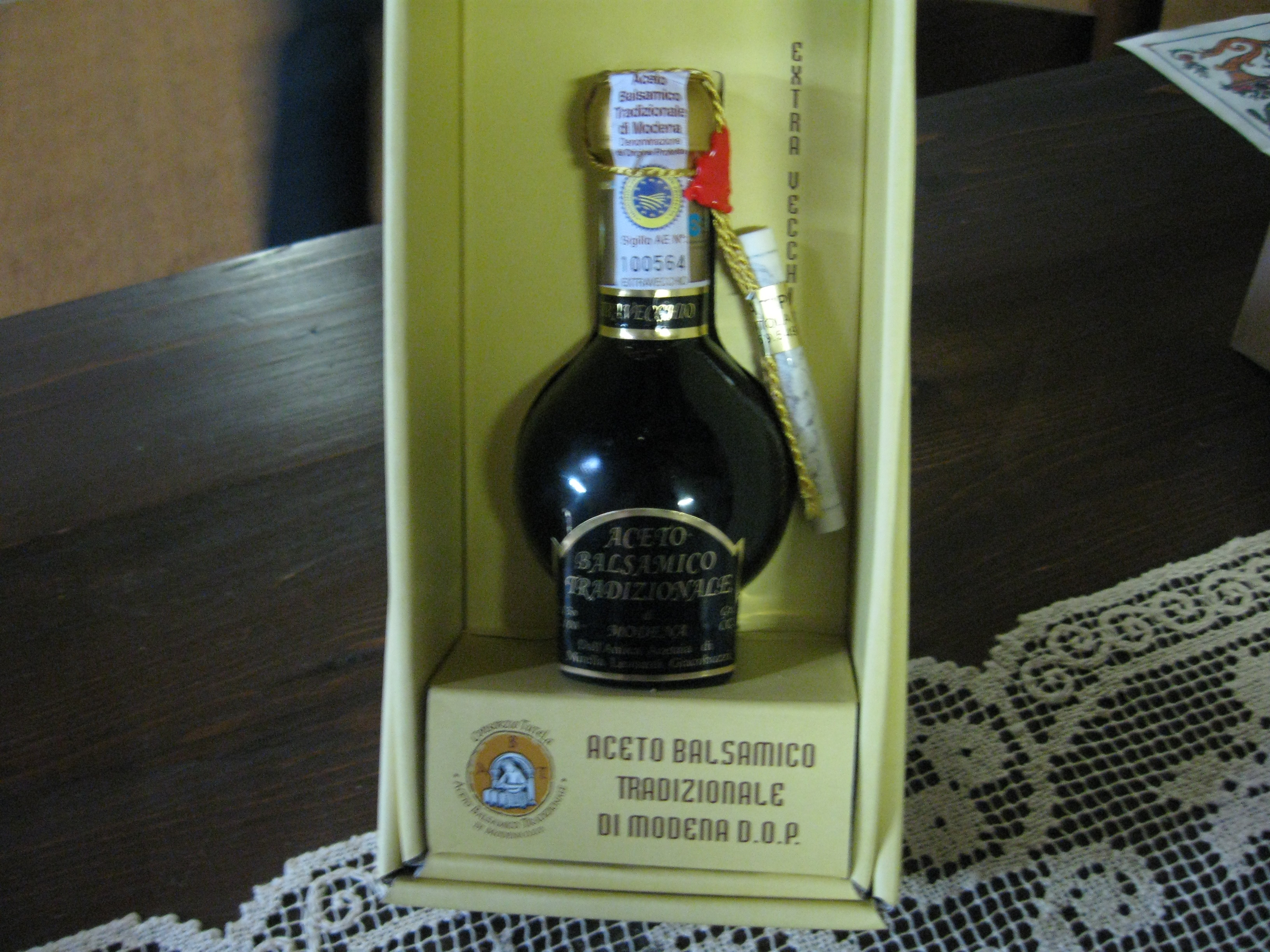
モデナ産のバルサミコ酢。 DOP専用のこのボトルはジョルジェット・ジウジアーロによるデザイン。

バルサミコ酢（バルサミコす、伊: aceto balsamico、英: balsamic vinegar）は果実酢の一種。原料がブドウの濃縮果汁であることと、長期にわたる樽熟成が特徴である。
イタリアの特産で、アチェート・バルサミコや短縮してバルサミコとも呼ばれる。なお、イタリア語で「アチェート」は「酢」、「バルサーミコ」は「芳香がある」という意味である。
色は茶色を濃くした黒色で、その名の通り独特の芳香があり、オリーブ・オイルとともにサラダにかけるなどイタリア料理の味つけや香り付け、隠し味に使われる。ほかの食酢にはない甘味があるため、デザートの味付けやトッピングに使われることもある。

## 製品の格付け

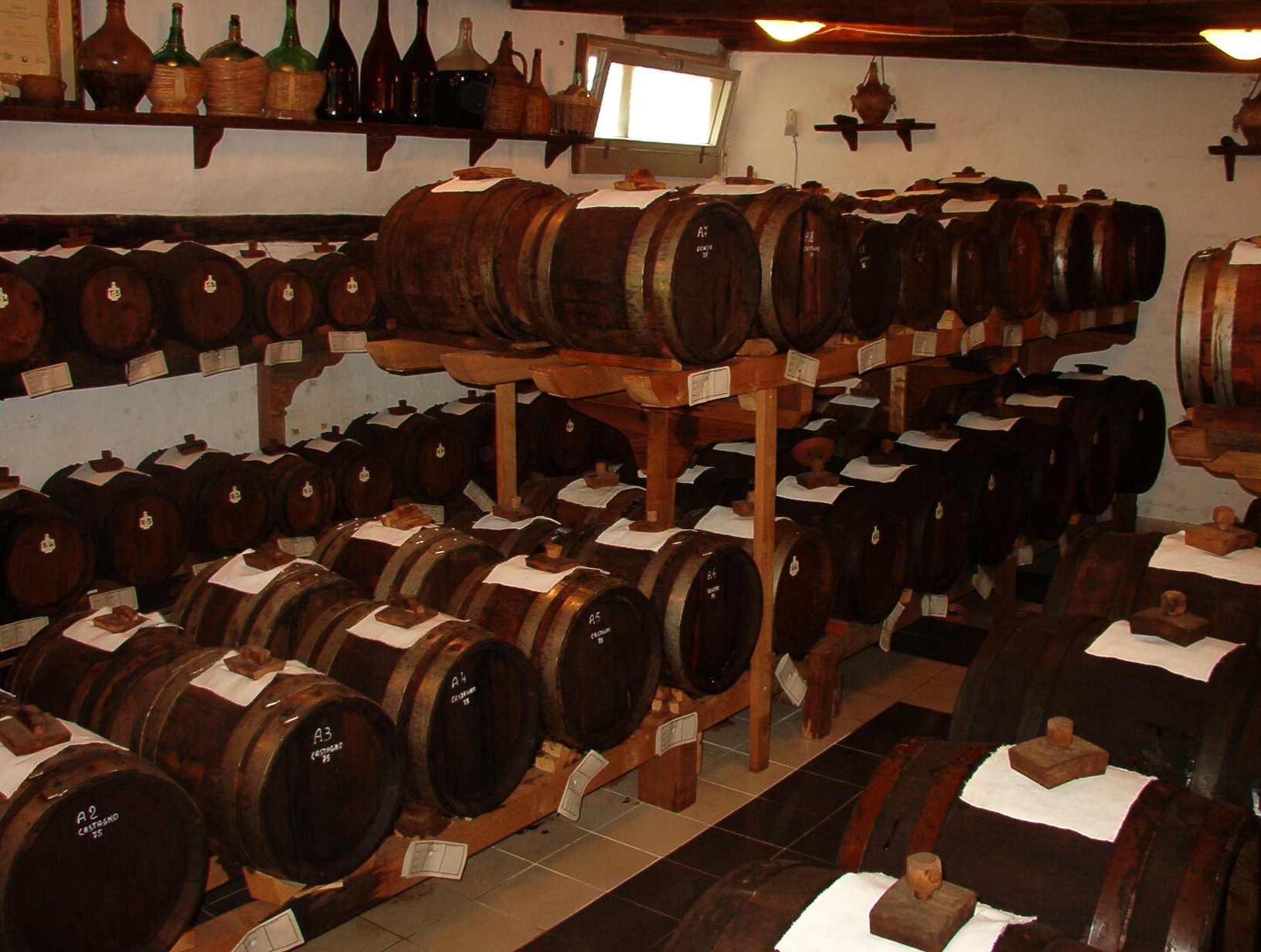
バルサミコ酢の醸造風景

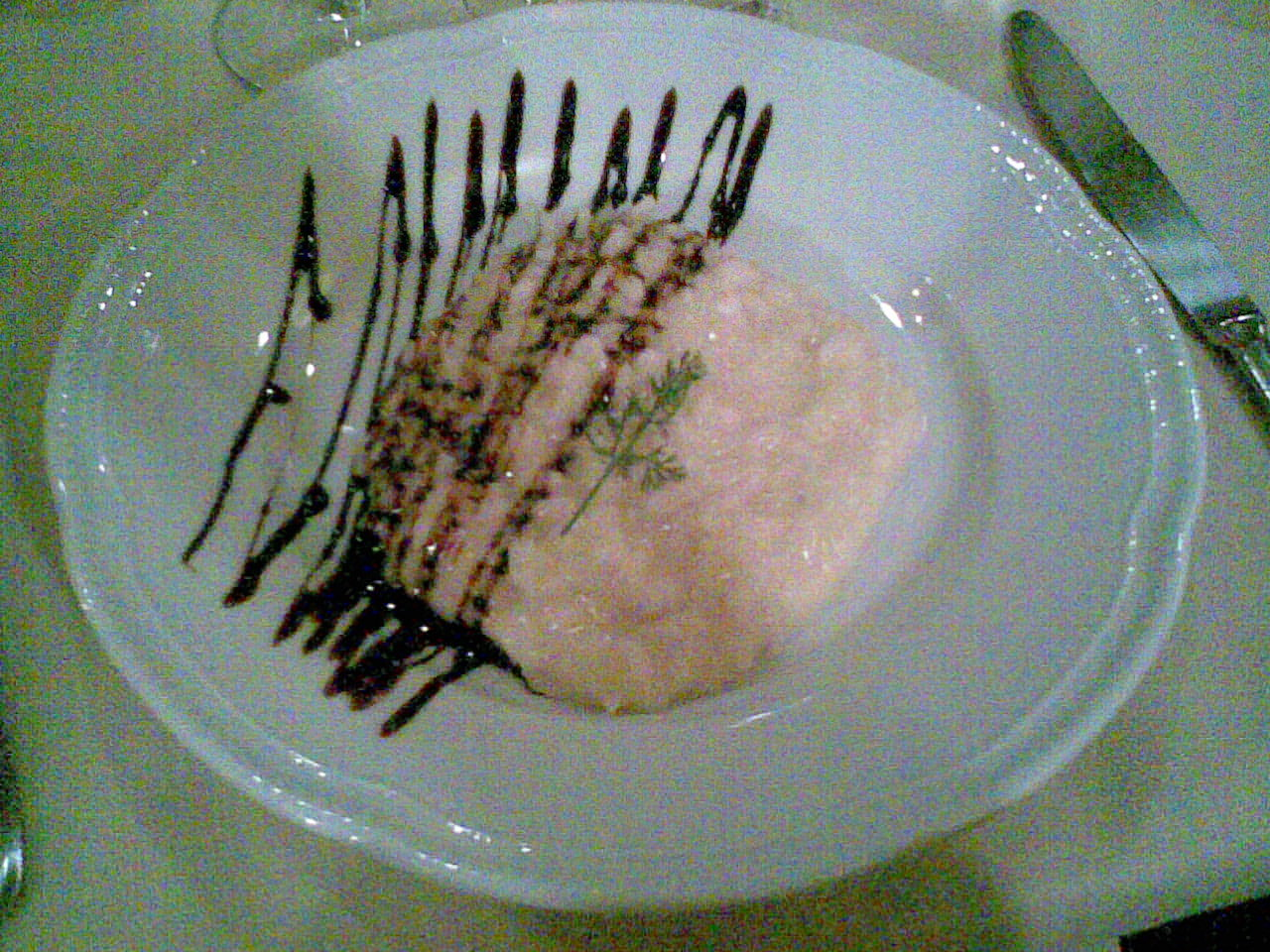
バルサミコ酢を使った料理

### アチェート・バルサミコ・トラディツィオナーレ
アチェート・バルサミコ・トラディツィオナーレ（伝統的なバルサミコ酢。以下「トラディツィオナーレ」）は最低12年の熟成や、原料のブドウの種類、その他細かな製法が法律で定められているもの。エミリア・ロマーニャ州のモデナまたはレッジョ・エミリアで作られた（12年物・25年物の2種類のみの）トラディツィオナーレだけがデノミナツィオーネ・ディ・オリージネ・プロテッタ（DOP）の指定を受けることができ、日本では特にモデナ産が有名である。
モデナ産トラディツィオナーレの中でも25年以上の熟成を経たものは「ストラヴェッキオ（たいへん古い）」と呼ばれ、珍重されている。ストラヴェッキオの中には50年や100年などの長期熟成を経たものもある。また、レッジョ・エミリア産のトラディツィオナーレも、12年以上・18年以上・25年以上の3段階に分類される。
これらトラディツィオナーレは高価なため、高級レストラン以外で料理の調味に使われることは少ない。また風味をできるだけそのまま生かすため、火を通す料理に使われることもまれである。

### トラディツィオナーレに準ずる製品
トラディツィオナーレとほぼ同じ材料や工程ながら、熟成期間だけが短い6年もの・8年ものなどもある。当然これらはトラディツィオナーレを名乗ったりDOP指定を受けたりすることはできず、ラベルの表記には「トラディツィオナーレ」を伴わない「アチェート・バルサミコ」である。

### 普及品
伝統的な生産方法によるバルサミコ酢は、大衆的なレストランや一般家庭で使うには高価になりすぎるため、熟成されていないブドウ酢を主体に着色料・香料・カラメルなどを添加し、大量生産によって作られた普及品が市場に出回っている。
この普及品は本来の製法で作られたものではないため、正確にはバルサミコ酢ではない擬似商品である。とはいえ、味をできる限り高級品に近づけるため材料や工程にこだわったり、高級品には及ばないにしても3 - 5年程度の比較的長い熟成を経たものも多く、決して粗悪品というわけではない。先述のトラディツィオナーレやそれに準ずる品に比べると格段に安いものの、通常の食酢と比べれば高価になることがほとんどである。
調理法によっては必要量を小鍋で弱火にかけて煮詰めてから使うことで、普及品でもより高級品に近い味が得られる。逆にサラダなどのあっさりした料理では、熟成が浅く酸味が強い酢であることを逆手にとって、通常の酢に近い使い方をすることもできる。

## DOPの指定
- ジョルジェット・ジウジアーロ - DOP専用のボトルのデザインを担当